# 일반화 운동량
라그랑주 역학에서 일반화 운동량(一般化運動量, 영어: generalized momentum)은 역학계가 움직이는 정도를 나타내는 물리량으로, 라그랑지언의 일반화 속도에 대한 편미분이다. 오일러-라그랑주 방정식에 따라, 일반화 힘의 작용에 의해 바뀐다. 뉴턴 역학에서의 운동량과 각운동량은 일반화 운동량의 특수한 경우다.

## 정의
일반화 좌표 {\displaystyle q^{i}}에 대응하는 일반화 운동량 {\displaystyle p_{i}}는 라그랑지언 {\displaystyle L(q,{\dot {q}},t)}의 일반화 속도 {\displaystyle {\dot {q}}^{i}}에 대한 편미분이다. 즉,
{\displaystyle p_{i}\equiv {\partial L \over \partial {\dot {q}}^{i}}}.
각 좌표 {\displaystyle q^{i}}에 대하여 이에 대응하는 일반화 운동량 {\displaystyle p_{i}}가 존재한다.

## 일반화 운동량 보존의 법칙
일반화 운동량 또한 운동량처럼 어느 조건이 갖추어지면 운동 상수가 된다. 만약, 특정 일반화 좌표 {\displaystyle q^{i}}가 순환 좌표, 즉,
{\displaystyle {\partial L \over \partial q^{i}}=0}
라면 그에 해당하는 일반화 운동량 {\displaystyle p_{i}}가 보존되게 된다. 이는 오일러-라그랑주 방정식을 통해 쉽게 확인할 수 있다. 먼저 오일러-라그랑주 방정식을 일반화 운동량을 통하여 써 보면
{\displaystyle {d \over dt}p_{i}-{\partial L \over \partial q^{i}}=0}
이다. 그런데 {\displaystyle q^{i}}가 순환 좌표이므로, 
{\displaystyle {d \over dt}p_{i}=0}
이 되어 일반화 운동량 {\displaystyle p_{i}}가 운동 상수가 됨을 알 수 있다.

## 운동량과 각운동량과의 관계
특정 일반화 좌표에선 일반화 운동량이 뉴턴 역학의 운동량과 각운동량이 됨을 쉽게 확인할 수 있다. 예를 들자면, 입자 하나가 있는 계에 대해 데카르트 좌표를 일반화 좌표로 쓰면 라그랑지언은 다음과 같아진다.
{\displaystyle L={1 \over 2}m({\dot {x}}^{2}+{\dot {y}}^{2}+{\dot {z}}^{2})-U(x,\;y,\;z)}
가 된다. 일반화 운동량을 구해보면
{\displaystyle p_{x}=m{\dot {x}},\quad p_{y}=m{\dot {y}},\quad p_{z}=m{\dot {z}}}
가 되어 선운동량을 얻을 수 있다. 
이번엔 2차원 평면 상에서 원운동을 하는 입자로 이루어진 계를 생각하자. 이 계를 나타내는 라그랑지언은 다음과 같다.
{\displaystyle L={1 \over 2}m({\dot {r}}^{2}+r^{2}{\dot {\theta }}^{2})-U(r,\;\theta )}
일반화 좌표 {\displaystyle \theta }에 대한 일반화 운동량을 구해보면
{\displaystyle p_{\theta }=mr^{2}{\dot {\theta }}}
가 되어, 뉴턴 역학의 각운동량임을 확인할 수 있다.

## 같이 보기
- 일반화 좌표
- 일반화 힘
- 오일러-라그랑주 방정식